# Сыроквашино (Великолукский район)
Сыроквашино — деревня в Великолукском районе Псковской области России. Входит в состав Пореченской волости.

## География
Расположена в центре района в 11 км к югу от бывшего волостного центра Купуй и в 26 км к югу от райцентра Великие Луки.

## Население
| 2001 | 2002 | 2010 |
| ---- | ---- | ---- |
| 137  | ↘101 | ↘77  |

Численность населения деревни по оценке на начало 2001 года составляла 137 жителей.

## История
С января 1995 до декабря 2005 года деревня входила и с декабря 2014 года вновь входит в состав Пореченской волости. В период с января 2006 до декабря 2014 года Сыроквашино входило в состав ныне упразднённой Купуйской волости.